# Tom Savini
Thomas „Tom” Vincent Savini (Pittsburgh, Pennsylvania, 1946. november 3. –) amerikai színész, rendező, maszkmester és speciális effektus-készítő.

## Élete

### Tanulmányai és pályaválasztása
Az Amerikai Egyesült Államok Pennsylvania államának Pittsburgh nevű városában, 1946. november 3-án, katolikus családban született. Vallásának megfelelő nevelést kapott, majd a Carnegie-Mellon Egyetemen szerzett diplomát. Fényképészként részt vett a vietnámi háborúban, majd onnan visszatérve hasznosította az ott látottakat később maszkmesteri és speciális effektusi munkáihoz. A maszkok készítésére már gyerekkorában kedvet kapott, miután látta az 1957-es készítésű, Az ezerarcú embert, James Cagney főszereplésével.

### Családja
Feleségével, Nancy Hare-ral 1984-ben házasodtak össze. Két gyerekük, egy fiuk és egy lányuk van. Lánya, Lia Savini szerepelt egyik, Romeróval közös filmjében, a Majomszeretet: Egy félelmetes kutatásban. Két unokatestvére, Donna és Mike Savini pedig az 1978-as Holtak hajnalában egy-egy, élőhalott gyerekként jelent meg.

## Munkássága

### A kezdetektől a 80-as évek végéig
1974-ben kezdett filmes munkákat vállalni. A Derangedben maszkkészítő. A Dead of Nightban ez kiegészült a speciális effektusok készítésével is. 1977-ben már arcát is adta egy filmhez egy kisebb szerepben George A. Romero Martinjában. Ebben a filmben még maszkmesterként, speciális effektus készítőként és kaszkadőrként is közreműködött.
Romeróval ekkoriban barátkozott össze, így a következő, a nagy sikereket, de vitákat is maga mögött tudó Holtak hajnalában a sminkelés, maszkolás (ebbe beletartoztak a levágott kezek és harapásnyomok is) és kaszkadőri munkák elvégzése közben eljátszotta az áruházat megtámadó motoros banda vezérét, Bladest. A filmet Amerikában 1978-ban mutatták be. 1980-ban és 1981-ben több, Romerótól független filmben is közreműködött. Ezek között olyanok találhatóak, mint az 1980-as Péntek 13 filmsorozat első része (kaszkadőr és maszkkészítés), és az 1981-es Az erdei fantom (speciális maszkok és horroreffektusok). A Knightriderst már újra Romeróval forgatta, de itt Savini csak színészi minőségben járult hozzá a munkához. 1982-ben a Creepshow első részében, egy rangos szerepnek aligha mondható kukást játszik, miközben a Stephen King által megírt, Romero által pedig vászonra vitt műben megcsinálta a speciális maszkokat is. Egy év kihagyás után, 1984-ben tért vissza a szakmához. Előbb egy kisebb szereppel, az A troll és a kisfiú című, családi kalandfilmben, majd főszerepet kapott az 1985-ben elkészülő The Ripperben mint a hírhedt sorozatgyilkos, Hasfelmetsző Jack. Közben közreműködött a Joseph Zito által rendezett Péntek 13. – IV. rész: Az utolsó fejezetben és a Koncsalovszkij nevével futó Mária szerelmei címet viselő, romantikus drámában. Az újabb, nagy sikerű, Romero rendezte, 1985-ös Holtak napja című zombi-eposzban nem vállalt ugyan szerepet, de speciális maszkeffektusaiért megnyerte a legjobb maszkokért járó Szaturnusz-díjat. Ebben az évben még maszkmunkát vállalt Joseph Zito alkotásában, a Chuck Norris főszereplésű Tomboló terrorban. A következő év folyamán Tobe Hooper vígjátékában, A texasi láncfűrészes mészárlás 2-ben maszkozik, majd legközelebb 1987-ben dolgozik filmen, mégpedig a Stephen King és Romero írásai alapján készülő, Michael Gornick dirigálta Creepshow 2 prológjában, „A rém”ként szerepel, miközben konzultált a maszkokat készítőkkel. George Romero következő művében (ami „Romero-horror” létére kivételesen nem zombikról szól), a Majomszeretet: Egy félelmetes kutatásban újra elővette speciális maszkeffektusi, valamint kaszkadőri tudását.
Az 1988-ban forgatott Dolph Lundgren főszereplésével készülő (rendező: Joseph Zito) Vörös skorpióban nyújtott speciális maszkeffekt-munkát és pár dokumentumfilmben tett megjelenését leszámítva, a következő évtizedig felhagyott a filmezéssel.

### Az 1990-es években
Az új évtizedet egy amerikai-olasz koprodukcióban, Edgar Allan Poe írásaiból készült Due occhi diaboliciban kezdte. Bár színészi játékkal is feltűnt a Fekete macska című részben, a stáblistán ezt nem tüntették fel. A filmhez nyújtott egyéb közreműködéseit (speciális maszkeffektusok ellenőrzése, speciális effektusok és kaszkadőr) azonban igen. A több, kisebb részre bontott filmet Dario Argento és George Romero rendezte. Amerikába visszatérve megrendezte első egész estés filmjét, ami Romero 1968-as filmjének, az Élőhalottak éjszakájának remake-je. Főszerepben Tony Todd és Patricia Tallman látható. A rendezői munka után egy fotóriporter rövid szerepébe bújt, John Landis Harapós nő horrorjában (1992), majd egy évvel később ismét Argentóval dolgozott, egy újabb amerikai-olasz koprodukcióban, a Trauma.
Következő munkáit kisebb szereplések, mint (A démonológus - 1995), A fércember - 1995) és kevésbé ismert filmekben (Döntő pillanat - 1993, Tökéletes merénylet - 1993, A sikátor igazsága - 1994) végzett munkák jellemzik. 1996-ban kapta meg egyik legemlékezetesebb szerepét Quentin Tarantino vámpíros történetében (rendezője: Robert Rodríguez), amely az Alkonyattól pirkadatig címet viseli. A történetben egy „Sex Machine” nevű, vámpírrá váló motorost alakít.

### 2000–
2002-ben vállalt utoljára látványtechnikai munkát, az 1989-ben kivégzett sorozatgyilkosról, Ted Bundy-ról szóló életrajzi filmben. A stáblistákon a továbbiakban, csak mint színész, vagy mint rendező látható.
A Ted Bundy életéről szóló filmet leszámítva, 2010-ig bezárólag, nagyrészt, csak kisebb, pár perces, vagy másodperces cameo szerepekben látható. Ezek között számottevő a zombifilmek új-hullámához tartozó Holtak hajnala, ami Romero 1978-as verziójának remake-je, amit egy akkor kezdő rendező, Zack Snyder készített 2004-ben és a Romero rendezésű Holtak földje 2005-ből. Robert Rodríguez, 2007-ben elkészítette Terrorbolygó horrorját, ahol „Tolo helyettes” karaktere, a korábban eljátszottakéhoz képest jóval hosszabb „élettartamú” volt, de a 2008-as Kevin Smith vígjátékban, a „Zack és Miri pornót forgat”-ban ismét csak pár percre jelenik meg és a „Jenkins” karakter csak egy jelenetben tűnik fel. 2010-ben újra Robert Rodríguezzel forgat, a Danny Trejo főszereplésű Machetében mint a címszereplő ellenfelének egyik embere, Osiris Amanpour. Később ugyanebben a szerepben jelenik meg a film folytatásában, amely a Machete gyilkol címen jelent meg 2013-ban. A két Machete-film között még szerepelt a Bizarr színház (2011), az Egy különc srác feljegyzései (2012), valamint a Django elszabadul (2012) című filmekben is.

### Készülő filmek
Több készülő filmben (Horrorween, Eldorado, The Sadist, The 4th Reich, Robin Hood - Ghosts of Sherwood) fog várhatóan feltűnni, valamint megrendezte saját horrorját, Bizarr színház címen.

### Egyéb tevékenységei
1985 óta meg-megjelenik dokumentumfilmekben, amelyek leginkább különböző horrorfilmekről, vagy azok elkészültéről szólnak. Erről a témáról könyvet is írt, amelyet az általa indított Special Effects Make-Up and Digital Film Programs nevű iskolában tankönyvként is felhasznál.

### Filmográfiák

#### Színészként
| Bemutató | Cím                                     | Magyar cím                    | Szerep                          | Magyarhang                                                            | Rendező                         | Egyéb hozzájárulás                                    |
| 1977     | Martin                                  | nem jelent meg magyarul       | Arthur                          |                                                                       | George A. Romero                | maszkok, speciális effektus és kaszkadőrként          |
| 1978     | Dawn of the Dead                        | Holtak hajnala                | Blades (a motoros banda vezére) |                                                                       | George A. Romero                | maszkok, sminkek és kaszkadőr                         |
| 1980     | Maniac                                  | Elmebeteg                     | diszkós fiú                     |                                                                       | William Lustig                  | maszkok                                               |
| 1980     | Effects                                 | nem jelent meg magyarul       | Nicky                           |                                                                       | Dusty Nelson                    | speciális effektusok                                  |
| 1981     | Knightriders                            | Motorlovagok                  | Morgan                          | Kapácsy Miklós                                                        | George A. Romero                |                                                       |
| 1982     | Creepshow                               | Creepshow - A rémmesék könyve | szemetes                        | Faragó József                                                         | George A. Romero                | speciális maszkeffektek                               |
| 1984     | The Boy Who Loved Trolls                | A troll és a kisfiú           | motoros                         |                                                                       | Harvey S. Laidman               |                                                       |
| 1985     | The Ripper                              | nem jelent meg magyarul       | Hasfelmetsző Jack               |                                                                       | Christopher Lewis               |                                                       |
| 1987     | Creepshow 2                             | Creepshow 2                   | The Creep                       |                                                                       | Michael Gornick                 | maszkok konzultáns                                    |
| 1990     | Due occhi diabolici                     | nem jelent meg magyarul       | The Monomaniac                  |                                                                       | Dario Argento George A. Romero  | speciális effektek és maszkeffektek, és kaszkadőrként |
| 1991     | Heartstopper                            | nem jelent meg magyarul       | Ron Vargo hadnagy               |                                                                       | John A. Russo                   | speciális effektusok                                  |
| 1992     | Innocent Blood                          | Harapós nő                    | fotóriporter                    |                                                                       | John Landis                     |                                                       |
| 1995     | The Demolitionist                       | A likvidátor                  | Roland                          |                                                                       | Robert Kurtzman                 |                                                       |
| 1995     | Mr. Stitch                              | A fércember                   | kémikus                         |                                                                       | Roger Avary                     | maszkok és maszkeffektek                              |
| 1996     | From Dusk Till Dawn                     | Alkonyattól pirkadatig        | Sex Machine                     | Kárpáti Tibor                                                         | Robert Rodríguez                |                                                       |
| 2001     | The Monster Man                         | nem jelent meg magyarul       | Joe bácsi                       |                                                                       | Jose Prendes                    |                                                       |
| 2001     | Web of Darkness                         | nem jelent meg magyarul       | csavargó                        |                                                                       | Andrew V. McLaglen              | speciális maszkeffektek és speciális effektek         |
| 2001     | Children of the Living Dead             | nem jelent meg magyarul       | Hughs helyettes                 |                                                                       | Tor Ramsey                      | kaszkadőr koordinátor                                 |
| 2001     | Eyes Are Upon You                       | nem jelent meg magyarul       | Eddie Rao                       |                                                                       | David A. Goldberg               |                                                       |
| 2002     | Ted Bundy                               | Ted Bundy                     | nyomozó Salt Lake City-ben      |                                                                       | Matthew Bright                  | speciális maszkeffektek                               |
| 2002     | Blood Bath                              | nem jelent meg magyarul       | idegen                          |                                                                       | William McDaniel                |                                                       |
| 2003     | Zombiegeddon                            | nem jelent meg magyarul       | Jézus Krisztus                  |                                                                       | Chris Watson                    |                                                       |
| 2003     | Vicious                                 | nem jelent meg magyarul       | Kane                            |                                                                       | Matt Greene                     |                                                       |
| 2004     | Dawn of the Dead                        | Holtak hajnala                | megyei seriff                   | Besenczi Árpád                                                        | Zack Snyder                     |                                                       |
| 2004     | Death 4 Told                            | nem jelent meg magyarul       | férfi                           |                                                                       | Bo Buckley C. Michael Close     |                                                       |
| 2004     | Unearthed                               | nem jelent meg magyarul       | Victor Tonelli nyomozó          |                                                                       | Craig Kovach                    |                                                       |
| 2005     | Forest of the Damned                    | nem jelent meg magyarul       | Stephen                         |                                                                       | Johannes Roberts                |                                                       |
| 2005     | Land of the Dead                        | Holtak földje                 | zombi machetével                |                                                                       | George A. Romero                |                                                       |
| 2005     | A Dream of Color in Black and White     | nem jelent meg magyarul       | Cabby                           |                                                                       | Blake Fitzpatrick               |                                                       |
| 2006     | Beyond the Wall of Sleep                | nem jelent meg magyarul       | seriff                          |                                                                       | Barrett J. Leigh Thom Maurer    |                                                       |
| 2006     | The Absence of Light                    | nem jelent meg magyarul       | „A Legnagyobb Erő”              |                                                                       | Patrick Desmond                 |                                                       |
| 2007     | Grindhouse                              | Terrorbolygó                  | Tolo helyettes                  | Kerekes József                                                        | Robert Rodríguez                |                                                       |
| 2007     | Diary of the Dead                       | Holtak naplója                | Férfi a rádióban (csak hang)    |                                                                       | George A. Romero                |                                                       |
| 2007     | Loaded Dice                             | nem jelent meg magyarul       | A püspök                        |                                                                       | Matt Greene                     |                                                       |
| 2007     | It's My Party and I'll Die If I Want To | nem jelent meg magyarul       | Tom bácsi                       |                                                                       | Tony Wash                       |                                                       |
| 2008     | Lost Boys: The Tribe                    | Az elveszett fiúk: A törzs    | David Van Etten                 |                                                                       | P.J. Pesce                      |                                                       |
| 2008     | Zack and Miri Make a Porno              | Zack és Miri pornót forgat    | Jenkins                         | Katona Zoltán (1. magyar változat) Mihályi Győző (2. magyar változat) | Kevin Smith                     |                                                       |
| 2008     | Sea of Dust                             | nem jelent meg magyarul       | Prester John                    |                                                                       | Scott Bunt                      |                                                       |
| 2010     | The Dead Matter                         | nem jelent meg magyarul       | Sebed                           |                                                                       | Edward Douglas                  |                                                       |
| 2010     | Machete                                 | Machete                       | Osiris Amanpour                 | Törköly Levente                                                       | Ethan Maniquis Robert Rodríguez |                                                       |
| 2011     | The Theatre Bizarre                     | Bizarr színház                | Dr. Maurey                      |                                                                       | Tom Savini                      |                                                       |
| 2012     | The Perks of Being a Wallflower         | Egy különc srác feljegyzései  | Mr. Callahan                    | Forgács Gábor                                                         | Stephen Chbosky                 |                                                       |
| 2012     | Django Unchained                        | Django elszabadul             | Nyomkövető                      |                                                                       | Quentin Tarantino               |                                                       |
| 2012     | Machete Kills                           | Machete gyilkol               | Osiris Amanapur                 | Törköly Levente                                                       | Robert Rodriguez                |                                                       |

#### Közreműködőként
| Bemutató | Cím                                 | Magyar cím                               | Hozzájárulás                                                                                        | Rendező                                    |
| 1974     | Deranged                            | nem jelent meg magyarul                  | maszkok                                                                                             | Jeff Gillen Alan Ormsby                    |
| 1974     | Dead of Night                       | nem jelent meg magyarul                  | maszkok és speciális effektusok                                                                     | Bob Clark                                  |
| 1980     | Friday the 13th                     | Péntek 13                                | maszkok és kaszkadőr                                                                                | Sean S. Cunningham                         |
| 1981     | Eyes of a Stranger                  | nem jelent meg magyarul                  | speciális maszkeffektusok                                                                           | Ken Wiederhorn                             |
| 1981     | The Burning                         | Az erdei fantom                          | speciális maszkeffektusok, horroreffektusok                                                         | Tony Maylam                                |
| 1981     | The Prowler                         | nem jelent meg magyarul                  | speciális effektusok és maszkok                                                                     | Joseph Zito                                |
| 1981     | Nightmare                           | nem jelent meg magyarul                  | speciális effektusok                                                                                | Romano Scavolini                           |
| 1982     | Xiao sheng pa pa                    | nem jelent meg magyarul                  | speciális maszkeffektusok                                                                           | Chia Yung Liu                              |
| 1982     | Alone in the Dark                   | nem jelent meg magyarul                  | maszkeffektus és besegítés Lee Taylor-Allan szerepének megjelenéséhez                               | Jack Sholder                               |
| 1982     | Midnight                            | nem jelent meg magyarul                  | speciális effektusok                                                                                | John A. Russo                              |
| 1984     | Friday the 13th: The Final Chapter  | Péntek 13. – IV. rész: Az utolsó fejezet | speciális maszkeffektusok és speciális effektusok megfigyelő                                        | Joseph Zito                                |
| 1984     | Maria's Lovers                      | Mária szerelmei                          | speciális maszkeffektusok                                                                           | Andrej Koncsalovszkij                      |
| 1985     | Day of the Dead                     | A holtak napja                           | speciális maszkeffektusok                                                                           | George A. Romero                           |
| 1985     | Invasion U.S.A                      | Tomboló terror                           | speciális maszkeffektusok                                                                           | Joseph Zito                                |
| 1986     | The Texas Chainsaw Massacre 2       | A texasi láncfűrészes mészárlás 2        | maszkok                                                                                             | Tobe Hooper                                |
| 1988     | Monkey Shines                       | Majomszeretet: Egy félelmetes kutatás    | speciális maszkeffektusok, kaszkadőr                                                                | George A. Romero                           |
| 1988     | Red Scorpion                        | Vörös skorpió                            | speciális maszkeffektusok                                                                           | Joseph Zito                                |
| 1990     | Night of the Living Dead            | Az élőhalottak éjszakája                 | rendező                                                                                             | Tom Savini                                 |
| 1991     | Bloodsucking Pharaohs in Pittsburgh | nem jelent meg magyarul                  | speciális maszkeffektusok                                                                           | Dean Tschetter Alan Smithee                |
| 1993     | Trauma                              | Trauma                                   | speciális maszkeffektusok és maszkok                                                                | Dario Argento                              |
| 1993     | Killing Zoe                         | Döntő pillanat                           | speciális maszkeffektusok                                                                           | Roger Avary                                |
| 1993     | Necronomicon                        | nem jelent meg magyarul                  | maszkeffektusok konzultáns, valamint besegítés Maria Ford Vincent Hammond szerepének megjelenéséhez | Christophe Gans Shusuke Kaneko Brian Yuzna |
| 1994     | Backstreet Justice                  | A sikátor igazsága                       | speciális effektusok                                                                                | Chris McIntyre                             |
| 1996     | The Assassination File              | Tökéletes merénylet                      | maszkok                                                                                             | John Harrison                              |
| 1999     | Cold Hearts                         | nem jelent meg magyarul                  | speciális maszkeffektusok megfigyelő                                                                | Robert A. Masciantonio                     |